# Intuitive Machines
Intuitive Machines, Inc. is een beursgenoteerd Amerikaans bedrijf met hoofdkantoor in Houston. Het werd in 2013 opgericht door Stephen Altemus, Kam Ghaffarian en Tim Crain.
Het bedrijf is begonnen met een programma om een baan om de maan te bereiken, te landen op de maan, en communicatie vanaf de maan mogelijk te maken. Intuitive Machines heeft drie NASA-contracten, onder het Commercial Lunar Payload Services (CLPS)-initiatief van het ruimteagentschap, om ladingen naar het maanoppervlak te brengen.
Het voorheen particuliere Intuitive Machines, LLC voltooide in februari 2023 een fusie met een speciaal acquisitiebedrijf Inflection Point Acquisition Corp., en werd beursgenoteerd in de staat Delaware.

## Overzicht
Intuitive Machines heeft een aantal drones en ruimtevaartuigen ontworpen, waaronder de Universal Reentry Vehicle (URV), de Nova-C-maanlander, en andere vluchtinstrumentsystemen.

### Nova-C
In november 2018 werd het bedrijf door NASA geselecteerd als een van de negen bedrijven die het recht hadden gekregen om te bieden op het Commercial Lunar Payload Services-programma (CLPS). Hun lander Nova-C werd aan NASA's CLPS voorgesteld als de eerste lander van dit programma, dat zich richt op de verkenning en het gebruik van de natuurlijke hulpbronnen van de maan.
Op 31 mei 2019 kondigde NASA aan dat het Intuitive Machines $ 77 miljoen had toegekend voor de bouw en lancering van hun Nova-C-maanlander.
Op 13 april 2020 zei Intuitive Machines, onder contract om wetenschappelijke instrumenten van NASA naar de maan te brengen met een particulier ontwikkeld robotachtig ruimtevaartuig, dat de eerste commerciële maanmissie gericht zou zijn op een landing nabij een diepe, smalle vallei genaamd Vallis Schröteri.
In april 2021 was de landingsplaats echter gewijzigd naar een niet nader gespecificeerde locatie tussen Mare Serenitatis en Mare Crisium. Intuitive Machines zei op 13 april 2020 dat zijn eerste maanmissie, genaamd IM-1, gepland was voor lancering op 11 oktober 2021, op een Falcon 9-raket vanaf pad LC-39A van het Kennedy Space Center in Florida. Eerst zou de lancering van IM-1 op 22 december 2022 plaatsvinden, maar uiteindelijk begon het bedrijf aan zijn eerste missie in februari 2024, waarbij de Nova-C ongeveer acht dagen naar de maan zou reizen voordat hij naar de oppervlakte zou neerdalen. Dit is de eerste Amerikaanse landingspoging op de maan in meer 50 jaar na de Apollo 17-missie in 1972. De module werd gelanceerd vanuit Florida met behulp van de Falcon 9-raket van SpaceX.
Het Intuitive Machines-contract met NASA heeft een waarde van 77 miljoen dollar en omvat het transport en besturing op de maan van vijf wetenschappelijke instrumenten van NASA. Intuitive Machines zei eerder dat de eerste Nova-C-lander gepland was voor lancering in juli 2021. Josh Marshall, een woordvoerder van het bedrijf, zei op 15 april 2020 dat de missie drie maanden werd uitgesteld omdat Deep Space Systems tegen de toekenning van het contract aan het bedrijf had geprotesteerd. Deep Space Systems deed ook een bod op de contracten die uiteindelijk werden binnengehaald door Intuitive Machines en Astrobotic Technology. Na een evaluatie bevestigde het Government Accountability Office (GAO) de selectie van NASA voor Intuitive Machines en Astrobotic Technology, waardoor het werk aan de CLPS-missies kon doorgaan.
Na de lancering van de IM-1-missie steeg het aandeel van Intuitive Machines op één handelsdag met 35% en kwam op vrijdag 16 februari uit op een totale stijging van 75%.

## Joint venture met KBR
In april 2023 kreeg een joint venture van Intuitive Machines en KBR een contract ter waarde van maximaal $ 719 miljoen gegund ter ondersteuning van NASA's Joint Polar Satellite System.

## SPAC-fusie
In september 2022 kondigde Intuitive Machines aan dat het zou fuseren met de SPAC (Special Purpose Acquisition Company) Inflection Point Acquisition Corp. (IPAX) en zou worden opgericht als een beursgenoteerd bedrijf. De transactie werd op 8 februari 2023 goedgekeurd door de aandeelhouders van IPAX en de bedrijfscombinatie werd zes dagen later voltooid.
De aandelen van het nieuw genaamde Intuitive Machines, Inc. werden op 14 februari 2023 verhandeld op de Nasdaq-beurs.

## Erfenis en evolutie van Project Morpheus
Project Morpheus was een NASA-project dat in 2010 begon met de ontwikkeling van een landingstestvoertuig vergelijkbaar met de IM Nova-C. Tim Crain had aan het project gewerkt en werd later CTO van Intuitive Machines. In een interview met NASA, opgenomen in oktober 2023, noemde Crain de mogelijke ontwikkeling van een Nova-D-lander.

## Maanexploratie
Naast de Nova-C-maanlander heeft Intuitive Machines nog verschillend contracten met NASA in de wacht gesleept.

### 4G netwerk op de maan
In 2020 kende NASA een contract toe aan Nokia voor de uitbouw van een LTE/4G-netwerk op de maan. Nokia bouwt op basis van bestaande componenten autonome 4G-basisstations voor de uitbouw van een 4G-netwerk op de maan. Voor eind 2024 zou de eerst testopstelling op de maan moeten landen met een lander van Intuitive Machines.

### Communicatie en navigatie naar en op de maan
Op 24 september 2024 kende NASA een contract van bijna 5 miljard dollar toe aan Intuitive Machines voor de uitbouw van een netwerk van communicatie- en navigatiesatellieten rond de maan met verbinding naar de aarde. Dit Near Space Network moet ervoor zorgen dat het Deep Space Network minder belast wordt en kan gebruikt worden voor deep space missies.
In december 2024 werd Intuitive Machines naast KSAT, SSC Space U.S. en Viasat geselecteerd door NASA voor het verlenen van diensten ter ondersteuning van NASAs Near Space Network en meer specifiek voor communicatie met satellieten rond de aarde en communicatie met satellieten rond en sondes op de maan.

### Maanrover Moon RACER
In april 2024 wees NASA Intuitive Machines aan als hoofdaannemer voor de Lunar Terrain Vehicle Services Feasibility Assessment. Bij deze haalbaarheidsstudie wil IM aantonen een herbruikbare maanrover te kunnen bouwen die niet enkel mensen kan vervoeren maar ook autonoom over de maan kan rijden. De rover zou, eens op de maan, commercieel verhuurd worden op de momenten dat NASA er geen gebruik van maakt. De Moon RACER zou via de nog te bouwen Nova-D-lander van IM naar de maan gebracht worden. IM krijgt voor deze studie 30 miljoen dollar en werkt samen met AVL, Boeing, Michelin, en Northrop Grumman.